# 넷와이드 어셈블러
넷와이드 어셈블러(Netwide Assembler, NASM)은 인텔 x86 아키텍처용 어셈블러이자 역어셈블러이다. 16비트, 32비트(IA-32), 64비트(x86-64) 프로그램 작성에 사용할 수 있다. NASM은 가장 대중적인 리눅스용 어셈블러들 가운데 하나로 인식된다.
NASM은 원래 줄리안 홀(Julian Hall)의 도움을 받아 Simon Tatham에 의해 작성되었다. 2016년 기준으로, H. Peter Anvin이 주도하는 조그마한 팀에 의해 유지보수되고 있다. 단순화된 (2-clause) BSD 라이선스 조항에 의거하여 출시되는 오픈 소스 소프트웨어이다.

## 운영 체제별 프로그램의 예
아래는 도스용 운영 체제를 위한 헬로 월드 프로그램이다.
```
section
 
.text

org
 
0x100

	
mov
	
ah
,
 
0x9

	
mov
	
dx
,
 
hello

	
int
	
0x21

	
mov
	
ax
,
 
0x4c00

	
int
	
0x21

section
 
.data

hello:
	
db
 
'Hello, world!'
,
 
13
,
 
10
,
 
'$'

```

비슷한 프로그램으로 마이크로소프트 윈도우용의 예는 다음과 같다:
```
global
 
_main

extern
 
_MessageBoxA@16

extern
 
_ExitProcess@4

section
 
code
 
use32
 
class
=
code

_main:

	
push
	
dword
 
0
 
; UINT uType = MB_OK

	
push
	
dword
 
title
 
; LPCSTR lpCaption

	
push
	
dword
 
banner
 
; LPCSTR lpText

	
push
	
dword
 
0
 
; HWND hWnd = NULL

	
call
	
_MessageBoxA@16

	
push
	
dword
 
0
 
; UINT uExitCode

	
call
	
_ExitProcess@4

section
 
data
 
use32
 
class
=
data

	
banner:
	
db
 
'Hello, world!'
,
 
0

	
title:
	
db
 
'Hello'
,
 
0

```

리눅스용으로는 다음과 같다:
```
global
 
_start

section
 
.text

_start:

	
mov
	
eax
,
 
4
 
; write

	
mov
	
ebx
,
 
1
 
; stdout

	
mov
	
ecx
,
 
msg

	
mov
	
edx
,
 
msg.len

	
int
	
0x80
 
; write(stdout, msg, strlen(msg));

	
mov
	
eax
,
 
1
 
; exit

	
mov
	
ebx
,
 
0

	
int
	
0x80
 
; exit(0)

section
 
.data

msg:
	
db
	
"Hello, world!"
,
 
10

.len:
	
equ
	
$
 
-
 
msg

```

아래는 애플 OS X용 64비트 프로그램의 하나로, 키 입력을 받아 화면에 표시하는 부분이다
```
global
 
_start

section
 
.data

	
query_string:
		
db
	
"Enter a character: "

	
query_string_len:
	
equ
	
$
 
-
 
query_string

	
out_string:
			
db
	
"You have input: "

	
out_string_len:
		
equ
	
$
 
-
 
out_string

section
 
.bss

	
in_char:
			
resw
 
4

section
 
.text

_start:

	
mov
	
rax
,
 
0x2000004
 	
; put the write-system-call-code into register rax

	
mov
	
rdi
,
 
1
				
; tell kernel to use stdout

	
mov
	
rsi
,
 
query_string
	
; rsi is where the kernel expects to find the address of the message

	
mov
	
rdx
,
 
query_string_len
	
; and rdx is where the kernel expects to find the length of the message

	
syscall

	
; read in the character

	
mov
	
rax
,
 
0x2000003
		
; read system call

	
mov
	
rdi
,
 
0
				
; stdin

	
mov
	
rsi
,
 
in_char
		
; address for storage, declared in section .bss

	
mov
	
rdx
,
 
2
				
; get 2 bytes from the kernel's buffer (one for the carriage return)

	
syscall

	
; show user the output

	
mov
	
rax
,
 
0x2000004
		
; write system call

	
mov
	
rdi
,
 
1
				
; stdout

	
mov
	
rsi
,
 
out_string

	
mov
	
rdx
,
 
out_string_len

	
syscall

	
mov
	
rax
,
 
0x2000004
		
; write system call

	
mov
	
rdi
,
 
1
				
; stdout

	
mov
	
rsi
,
 
in_char

	
mov
	
rdx
,
 
2
				
; the second byte is to apply the carriage return expected in the string

	
syscall

	
; exit system call

	
mov
	
rax
,
 
0x2000001
		
; exit system call

        
xor
     
rdi
,
 
rdi

	
syscall

```

## 개발
2007년 11월 28일, 버전 2.00이 출시되었으며 x86-64 확장 지원을 추가하였다. 개발 버전들은 소스포지에 업로드되지 않지만, 프로젝트 웹 페이지에서 이용 가능한 바이너리 스냅샷을 포함하여 프로젝트 자체의 Git 저장소에서 검진된다.
NASM 문서의 검색 엔진 또한 이용이 가능하다.
2.07 버전의 NASM은 단순화된 (2-clause) BSD 라이선스 하에서 배포된다.

## RDOFF
RDOFF(Relocatable Dynamic Object File Format)는 개발자들이 NASM의 오브젝트 파일 출력 속성을 테스트하는 목적으로 사용된다. 상당 부분 NASM의 내부 구조에 기반을 두고 있으며 필수적으로 출력 드라이버 함수 호출과 실행 가능한 코드나 데이터를 포함하는 섹션 배열의 직렬화를 포함하는 헤더로 이루어져 있다. 링커와 로더를 포함한, 이 포맷을 사용하는 도구들은 NASM 배포판에 포함되어 있다.

## 같이 보기
- 어셈블리어
- Yasm

## 참고 문헌
- Jeff Duntemann (2000). 《Assembly Language Step by Step》. J Wiley and Sons. ISBN 0-471-37523-3.